# Matthew Stevens
Matthew Stevens, född 11 september 1977 i Carmarthen, Wales, walesisk snookerspelare. Stevens blev proffs 1994, men fick vänta till 2003 med att vinna sin första (och hittills enda) rankingtitel, UK Championship, han slog då Stephen Hendry i finalen. Sin högsta ranking, nr 4, nådde han säsongen 2005/2006.
Stevens har aldrig vunnit VM, men har ofta gjort bra ifrån sig. Han var i final både 2000, då han förlorade den helwalesiska finalen mot Mark Williams med 16-18, och 2005, då han förlorade mot den sensationelle segraren Shaun Murphy. Han har varit i semifinal vid ytterligare tre tillfällen, och varje gång förlorat med knapp marginal. På sistone har Stevens haft svårt att lyckas i rankingtävlingarna, och han har dalat på rankingen. Inför säsongen 2007/2008 rankades han utanför topp-16, vilket innebar att han var tvungen att kvala till de stora turneringarna, däribland VM. Stevens vann dock sin kvalmatch mot Rory McLeod och deltog därför i VM även 2008. Han lyckades dock inte ta sig tillbaka till topp-16 inför säsongen 2008/2009, men gjorde i Bahrain Championship hösten 2008 sitt bästa resultat på flera år, då han gick till final (förlust mot Neil Robertson).
Stevens var länge en av de få i den absoluta världstoppen som aldrig gjort ett maximumbreak. Hans högsta break var 145 vilket han åstadkommit vid två tillfällen. I december 2011 lyckades han dock äntligen göra sitt första maximumbreak, i tävlingen FFB Snooker Open. Förutom sin enda rankingtitel, UK Championship 2003, har Stevens vunnit ett antal icke-rankingtitlar: Scottish Masters 1999, Masters 2000, Northern Ireland Trophy 2005, samt Pot Black 2005.

## Titlar

### Rankingtitlar
- UK Championship - 2003

### Andra titlar
- Masters - 2000
- Northern Ireland Trophy - 2005
- Benson & Hedges Championship - 1995
- Belgian Masters - 1996
- Scottish Masters Qualifying Event - 1999
- Scottish Masters - 1999
- Pot Black - 2005
- Championship League - 2011